# Духови чувари
Духови чувари је епизода Дилан Дога објављена у свесци бр. 136. у издању Веселог четвртка. Свеска је објављена 12. јула 2018. Коштала је 270 дин (2,28 €; 2,66 $). Имала је 94 стране.

## Оригинална епизода
Оригинална епизода под називом Gli spiriti custodi објављена је у бр. 345. оригиналне едиције Дилана Дога која је у Италији у издању Бонелија изашла 29. маја 2015. Епизоду је нацртао Серђо Ђерази, сценарио написао Луиђи Мињако, а насловну страну нацртао Анђело Стано. Коштала је 3,5 €.

## Кратак садржај
Тереза Кроули, богата наследница британске аристократске породице, налази се пред разводом. Терезу су претходне ноћи посетили духови тетка Дијана и деда-стриц Артур. Они знају да је њен супруг коцкар и да шефу руске мафије у Лондону дугује огроман новац. Пошто не може да врати дуг, руска мафија је запретила да ће га убити. Ако Терезин муж погине пре развода, биће сахрањен у породичној гробници. Духови Кроулијевих то не могу да поднесу. Наговарају Терезу да га некако заштии од мафије пре него што се разведе.

## Нови узвик изненађења
У сну у коме га јури велика рулетска лоптица, Дилан користи нови узвик "Hell's Bells!", уместо традиционалног ”Јудо плесачу!” Српски превод није препознао ову иновацију. Употребљена је традиционална замена ”Стотину му вампира!”

## Претходна и наредна епизода
Претходна епизода носила је наслов Укус воде (бр. 135), а наредна У прах ћеш се вратити (бр. 137).